# Tipula (Yamatotipula) sulphurea
Tipula (Yamatotipula) sulphurea is een tweevleugelige uit de familie langpootmuggen (Tipulidae). De soort komt voor in het Nearctisch gebied.